# Podział administracyjny Białorusi
Białoruś w roku 1960 jeszcze za czasów Białoruskiej SRR podzielona została na jedno miasto wydzielone Mińsk (biał. Мінск, Minsk lub Менск, Miensk) oraz obwody (biał. вобласць, wobłasć), które dzielą się na rejony (biał. раён, rajon). Ten podział administracyjny obowiązuje do dziś. Aktualnie istnieje jedno miasto wydzielone (Mińsk, który jest zarazem stolicą obwodu mińskiego i de facto tworzy oddzielny obwód) oraz 6 obwodów, które dzielą się na 118 rejonów i 10 miast wydzielonych na prawach rejonów (miasta obwodowego znaczenia). Istnieje tendencja do zdegradowania miast wydzielonych do poziomu miast rejonowych: w latach 1995–2013 straciły swój status Lida, Łuniniec, Lepel, Dobrusz, Kalinkowicze, Rohaczów, Wołkowysk, Nowogródek, Wilejka, Dzierżyńsk, Horki, Krzyczew, Osipowicze, Kobryń, Żłobin, Swietłahorsk, Rzeczyca, Słonim, Słuck, Mołodeczno, Mozyrz, Soligorsk, Zasław, Połock, Orsza.
| Nr | Nazwa             | Stolica | Nazwa białoruska (oficjalna i taraszkiewica)                                             |
| -- | ----------------- | ------- | ---------------------------------------------------------------------------------------- |
| 1  | Obwód brzeski     | Brześć  | Брэсцкая вобласць Берасьцейская вобласьць Bresckaja wobłasć Bieraściejskaja wobłaść      |
| 2  | Obwód witebski    | Witebsk | Віцебская вобласць Віцебская вобласьць Wiciebskaja wobłasć Wiciebskaja wobłaść           |
| 3  | Obwód homelski    | Homel   | Гомельская вобласць Гомельская вобласьць Homielskaja wobłasć Homielskaja wobłaść         |
| 4  | Obwód grodzieński | Grodno  | Гродзенская вобласць Гарадзенская вобласьць Hrodzienskaja wobłasć Haradzienskaja wobłaść |
| 5  | Obwód miński      | Mińsk   | Мінская вобласць Менская вобласьць Minskaja wobłasć Mienskaja wobłaść                    |
| 6  | Obwód mohylewski  | Mohylew | Магілёўская вобласць Магілёўская вобласьць Mahilouskaja wobłasć Mahilouskaja wobłaść     |
| 7  | Miasto Mińsk      | –       | горад Мінск, горад Менск horad Minsk, horad Miensk                                       |

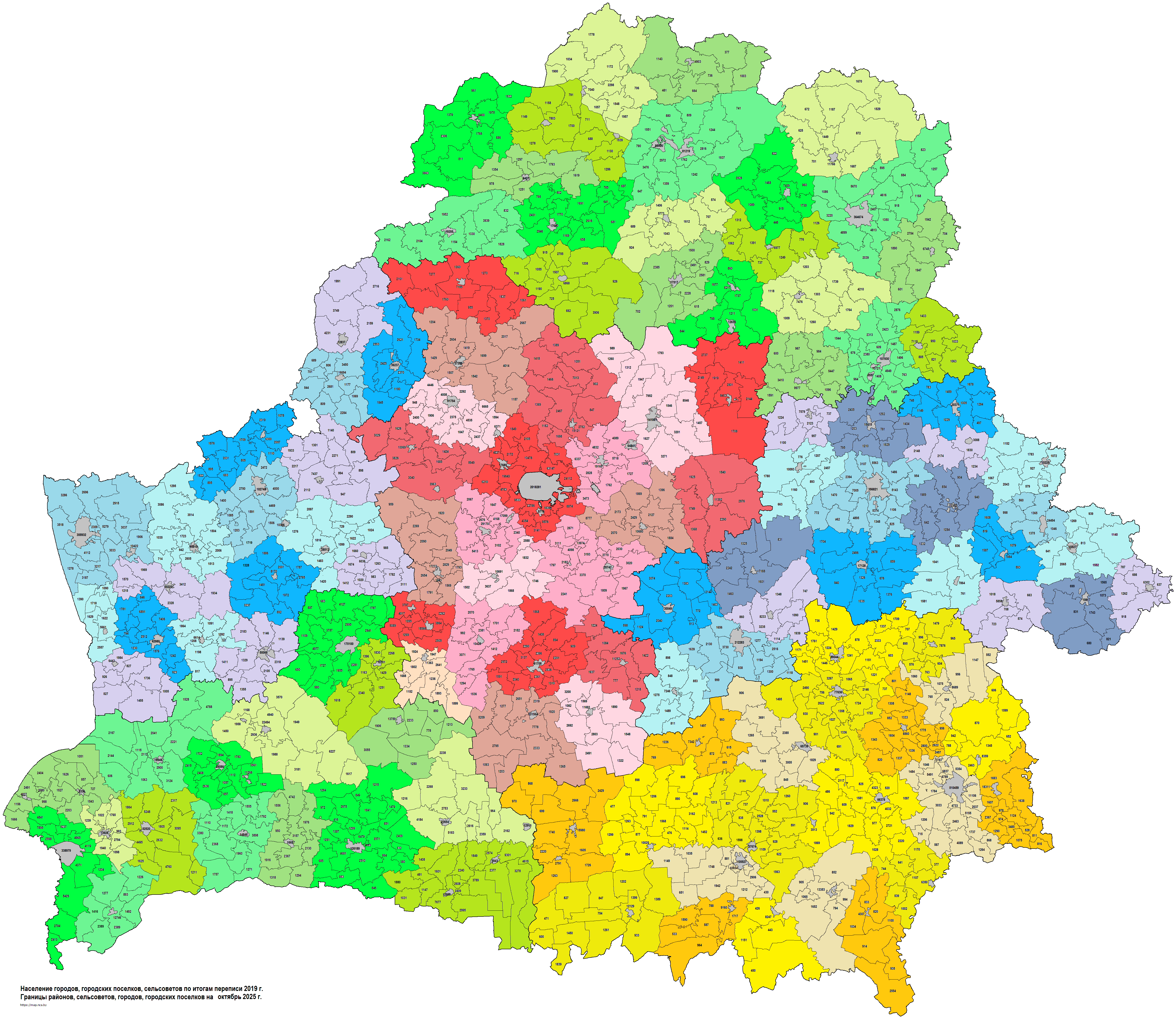
Podział na sielsowiety w roku 2025.

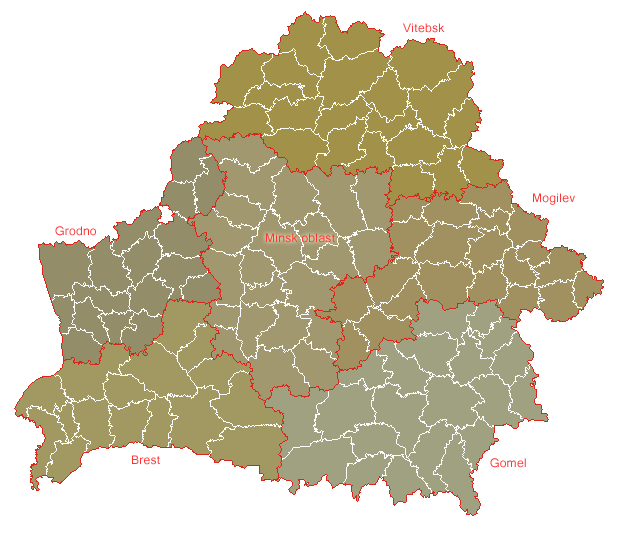
Podział administracyjny Białorusi

Podane w tabeli numery występują na tablicach rejestracyjnych.

## Obwody
| Obwód             | Powierzchnia km² | Populacja (tys. osób) | Gęstość zaludnienia /km² | Liczba rejonów | Liczba miast | Liczba sielsowietów |  | Stolica obwodu |
| ----------------- | ---------------- | --------------------- | ------------------------ | -------------- | ------------ | ------------------- |  | -------------- |
| Obwód brzeski     | 32 786,44        | 1 388,5               | 42,5                     | 16             | 21           | 222                 |  | Brześć         |
| Obwód grodzieński | 25 126,98        | 1 052,1               | 42,4                     | 17             | 14           | 178                 |  | Grodno         |
| Obwód homelski    | 40 369,51        | 1 424,0               | 35,5                     | 21             | 18           | 259                 |  | Homel          |
| Obwód miński      | 39 894,75        | 1 416,1               | 35,3                     | 22             | 24           | 294                 |  | Mińsk          |
| Miasto Mińsk      | 307,90           | 1 939,8               | 6068,2                   |                |              |                     |  | Mińsk          |
| Obwód mohylewski  | 29 068,63        | 1 068,9               | 37,3                     | 21             | 15           | 192                 |  | Mohylew        |
| Obwód witebski    | 40 050,32        | 1 195,9               | 30,4                     | 20             | 19           | 200                 |  | Witebsk        |

## Historia
- 1919 – powstanie Białoruskiej SRR
- lata 20. – podział na 12 okręgów: bobrujski, borysowski, witebski, homelski, klimowiczański, miński, mohylewski, mozyrski, orszański, połocki, rzeczycki i słucki.
- 15 stycznia 1938 – powstanie obwodów: witebskiego, homelskiego, mińskiego, mohylewskiego i poleskiego (ze stolicą w Mozyrzu).
- 4 grudnia 1939 – utworzenie nowych obwodów (z ziem II RP): baranowickiego, białostockiego, brzeskiego, wilejskiego i pińskiego.
- 20 września 1944 – utworzenie nowych obwodów: bobrujskiego, grodzieńskiego i połockiego. Obwód wilejski został zlikwidowany, a na jego miejsce powstał obwód mołodeczański.
- 1945 – praktycznie cały obwód białostocki i północno-zachodnia część brzeskiego zostały przekazane Polsce.
- 14 mаja 1946 – wydzielenie z obwodu mińskiego Mińska jako miasta podporządkowania republikańskiego
- 8 stycznia 1954 – likwidacja obwodu baranowickiego, bobrujskiego, pińskiego, poleskiego i połockiego.
- 20 stycznia 1960 – likwidacja obwodu mołodeczańskiego i powstanie obecnego podziału administracyjnego.

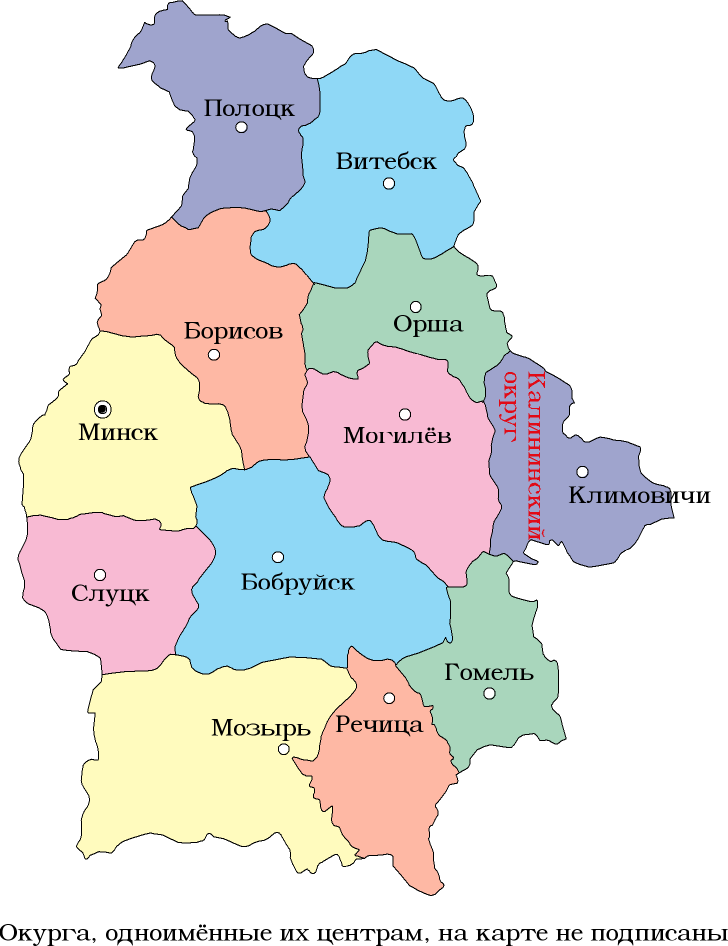
Podział administracyjny Białorusi od 1926 do 1938 roku
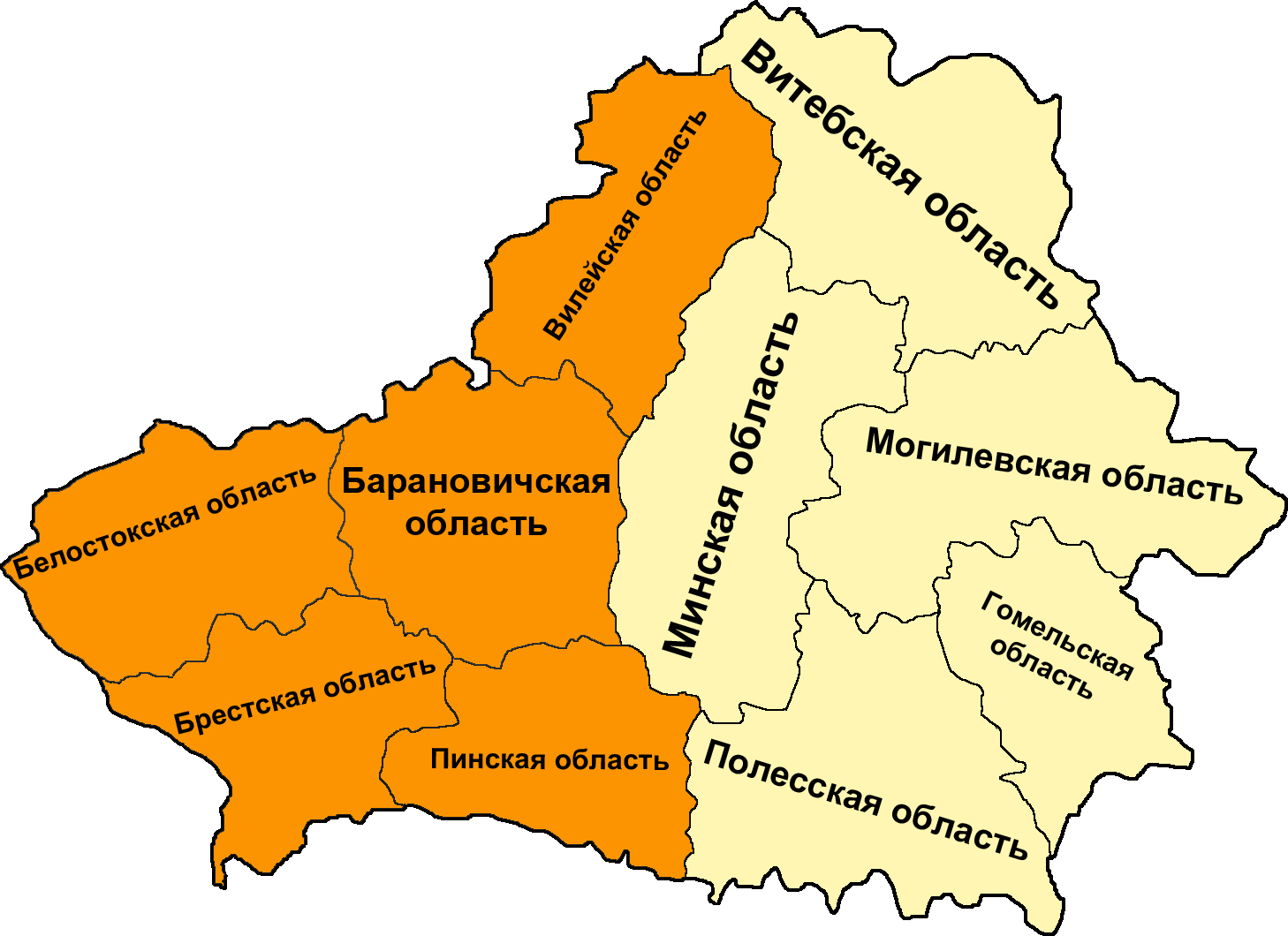
Podział administracyjny Białorusi od 1938 roku i podział ziem włączonych w 1939 roku
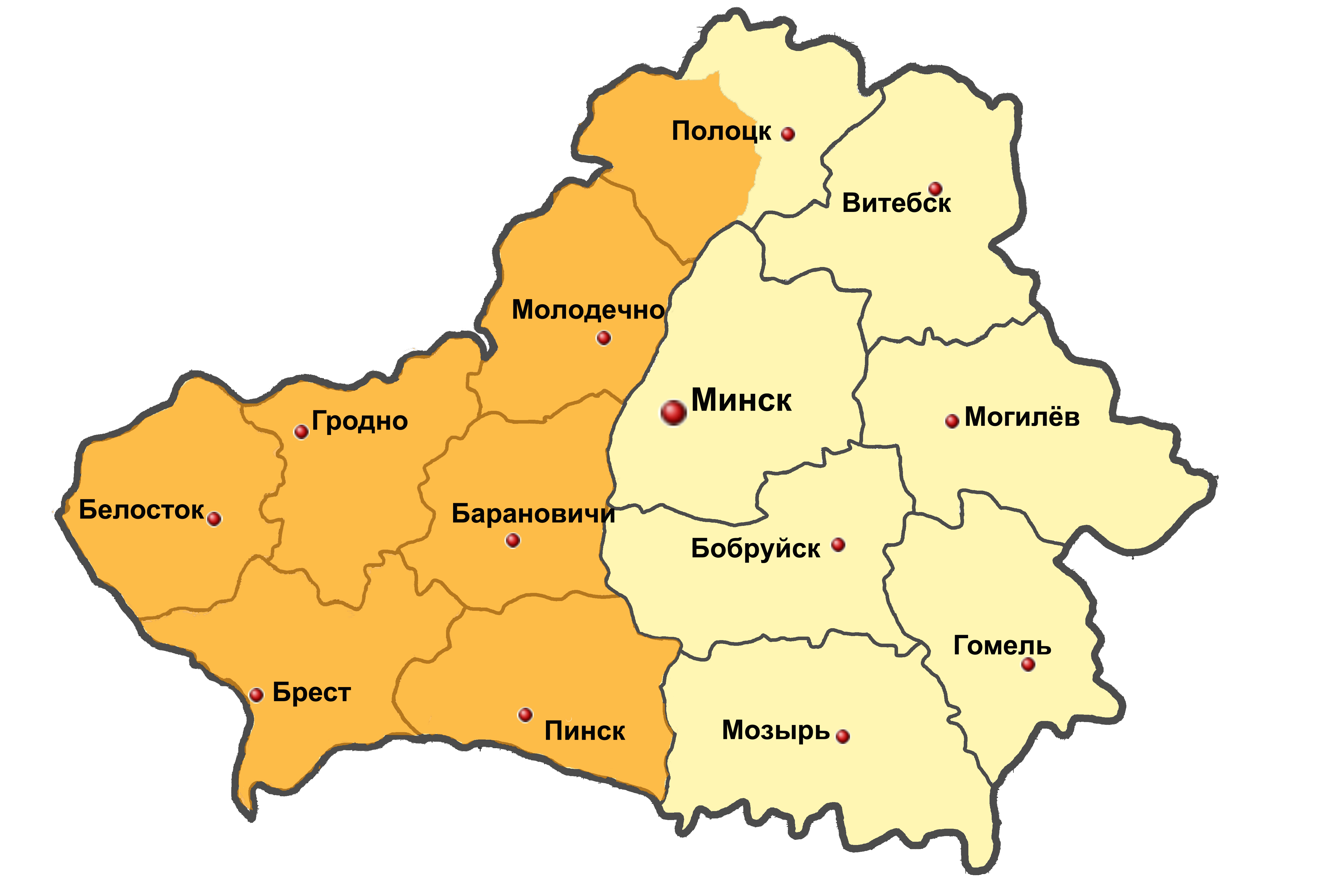
Podział administracyjny Białorusi od 1944 do 1945 roku
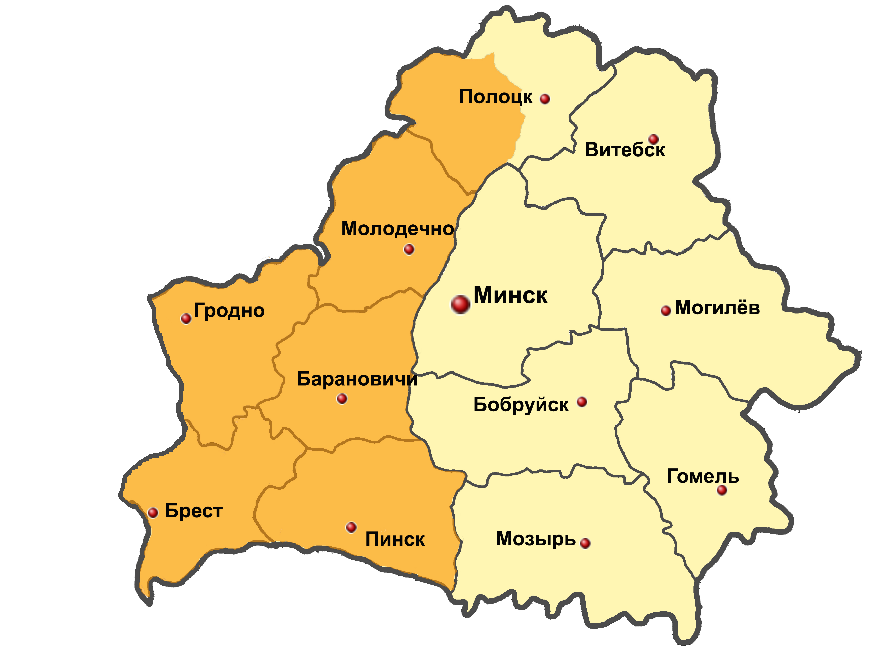
Podział administracyjny Białorusi od 1945 do 1954 roku
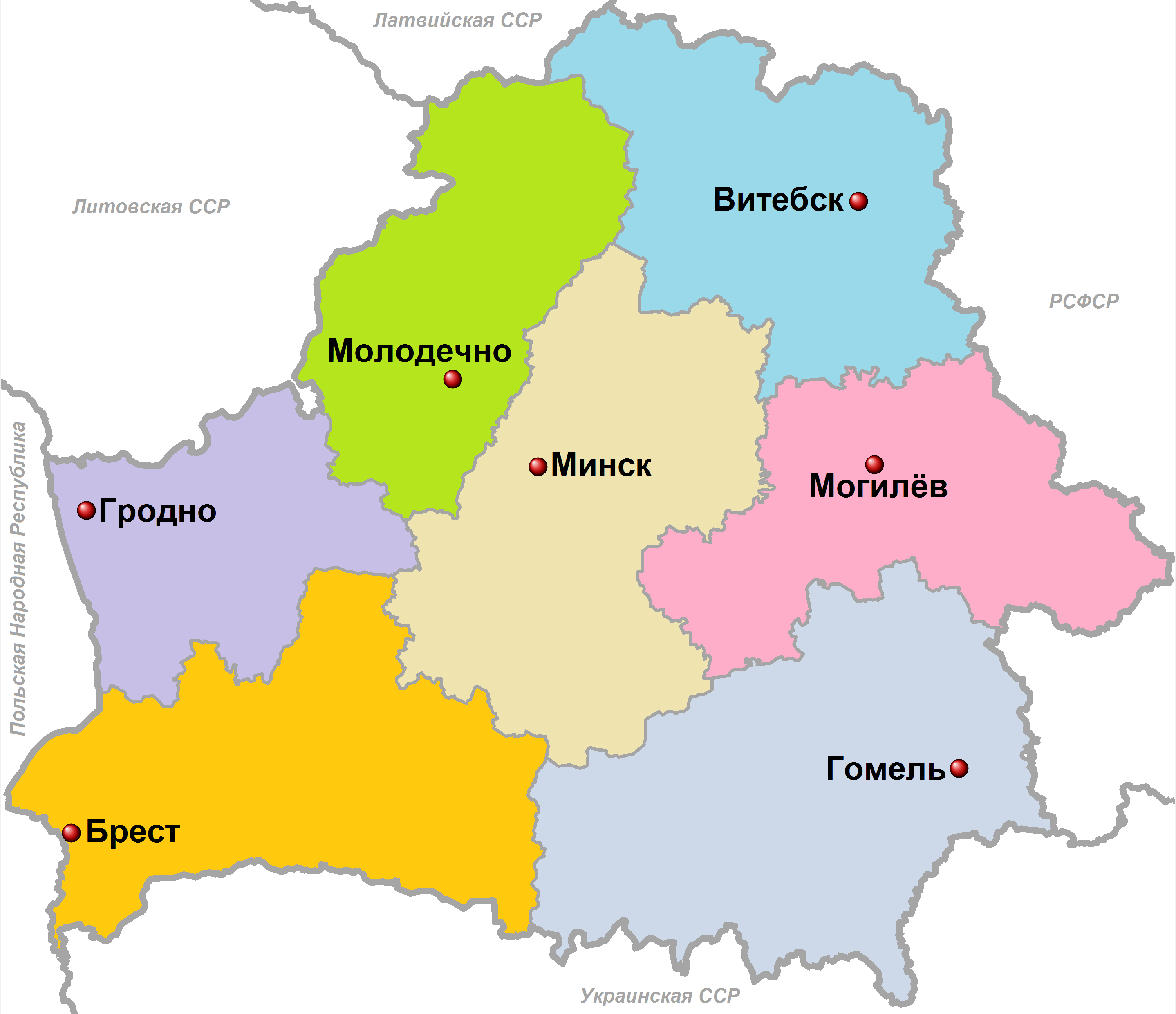
Podział administracyjny Białorusi od 1954 do 1960 roku